# Stöð 2
Stöð 2 ist Islands größter und ältester privater Fernsehsender. Sendestart war im Jahre 1986, betrieben wird das Programm als Bezahlfernsehen. Stöð 2 kann in nahezu ganz Island über analog-terrestrische Sender empfangen werden, der Betreiber spricht von einer Reichweite von ca. 95 Prozent. Auch der digitale Antennenempfang schreitet voran: In vielen Teilen Islands ist Stöð 2 nun auch digital zu empfangen, dort unter dem Namen 'Digital Island' bekannt. In der Hauptstadtregion wird Stöð 2 zusätzlich über ein spezielles Übertragungssystem digital via Antenne verbreitet.
Da eine reine Finanzierung über Abo-Gebühren nicht ausreicht, um das Programm zu refinanzieren, wird auch Werbung verbreitet. Nach Angaben des ehemaligen Betreibers 365 miðlar sollen über 50 Prozent aller Isländer Stöð 2 abonniert haben.
Unverschlüsselt ausgestrahlt wird die Nachrichtensendung Fréttir des Programms um 18:30 Uhr. Des Weiteren gibt es einige Ausnahmen, wo auch die Codierung ausgesetzt wird/wurde. So wurde bei Idol Stjörnuleit, der isländischen Version von Pop Idol (in Deutschland bekannt unter dem Namen Deutschland sucht den Superstar), die Codierung ausgesetzt.
Auch im Programm: die isländische Version von Who Wants to Be a Millionaire? (deutsche Version: Wer wird Millionär?). Allerdings ist ein Isländer, wenn er Millionär geworden ist, noch lange keine reiche Person, da eine Million Kronen umgerechnet nur 8.030 Euro entspricht.
Stöð 2 betreibt auch die sechs Sportsender Stöð 2 Sport, Stöð 2 Sport 2 etc. bis Stöð 2 Sport 6. Dort werden unter anderem die isländische Fußball-Liga sowie alle Auswärtsspiele der isländischen Fußballnationalmannschaft live übertragen genauso wie die Fußball Champions League. Ansonsten sind viele amerikanische Sportarten zu sehen. Seit 2020 liegen die Rechte vieler internationaler Sportarten beim skandinavischen Streamingdienst Viaplay, der im Paket mit Stöð 2 Sport angeboten wird.